# 少年十五二十時
《少年十五二十時》是中國電視公司於1983年4月11日至1983年5月16日播出的八點檔連續劇，製作人蔣子安，策劃饒曉明，導演李泉溪、孫陽，主要演員龐祥麟、張晨光、劉筱平、金滔、林智洋、宋珩、高培鈞、侯冠群、華少江等。《少年十五二十時》的故事舞台是中正預校，是台灣首部以軍事教育為題材的電視劇。當時中正預校成立才六年，預校為促進招生而全力支援劇組拍戲，劇組回報為無台詞之畢業典禮戲份可達三分鐘。該劇收視率極高，小偷在首播時段甚至為觀賞該劇而不出門，因而導致犯罪率下滑。對台灣社會最大的影響則是不少男人受該劇影響就讀中正預校。另外，張晨光因該劇走紅，支援拍戲的邰智源則開玩笑地對龐祥麟說他進演藝圈都是龐害的，因為龐讓他覺得演藝圈好玩，因而退出預校。中視在次年製播續集《成功嶺上》。
1983年，《少年十五二十時》獲行政院新聞局嘉勉，本劇編劇魯稚子、玉笠人、依風露、小野、徐薏藍獲中華民國編劇學會第六屆魁星獎。1984年第19屆金鐘獎，玉笠人、依風露、徐薏藍、小野以本劇入圍電視金鐘獎編劇獎。
2024年4月5日，中華民國海軍新江軍艦退役艦長呂禮詩少校接受政論節目主持人翟翾的網路直播節目《宅宅好好說》訪問時回憶，《少年十五二十時》造成中正預校75年班入學考試是有史以來報考人數最多的一次：中正預校每年招生1200人，聽說那次考試的學生一共有一萬二千人。